# Asunto de los venenos

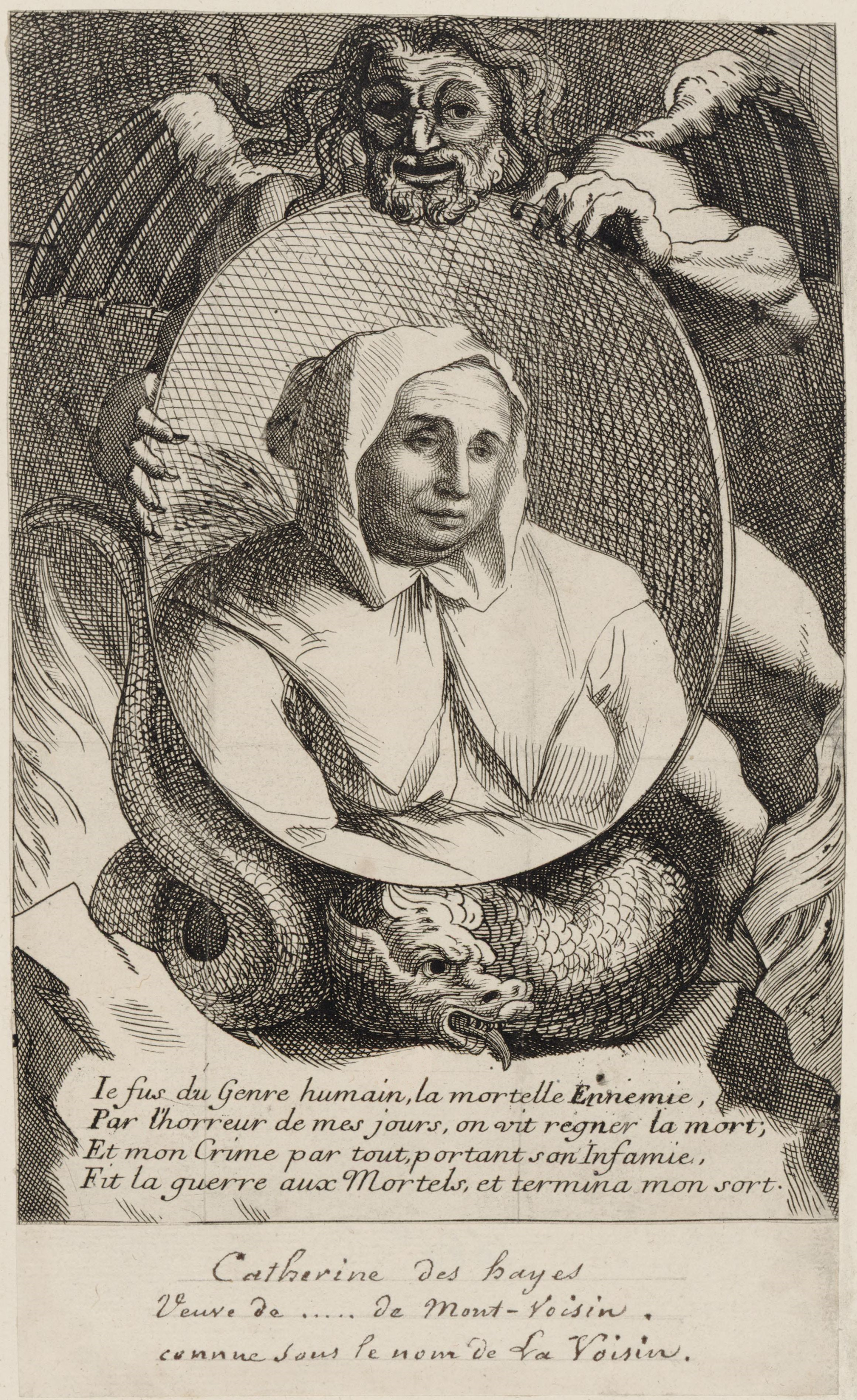
Impresión de un retrato de La Voisin sostenido por un diablo alado. La Voisin fue la figura central del asunto de los venenos.

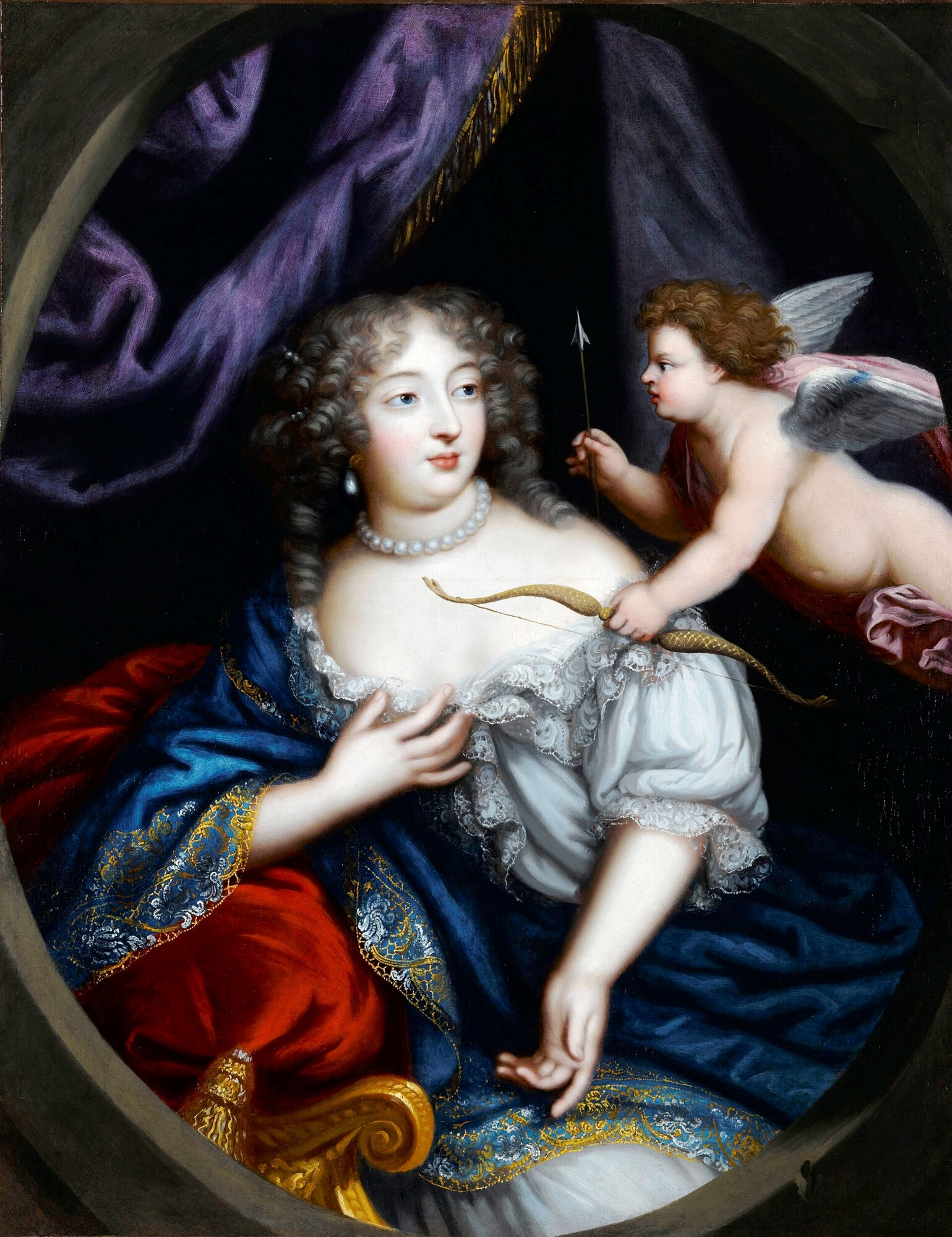
Retrato de Madame de Montespan. Madame de Montespan fue la más célebre de los implicados en el asunto de los venenos.

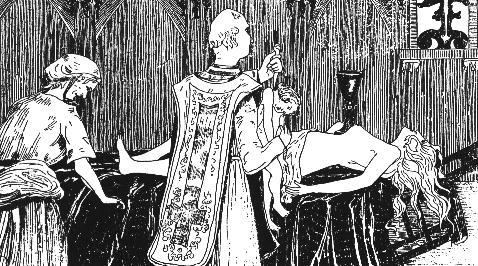
Asunto de los venenos: Étienne Guibourg celebrando una misa negra con asesinato ritual de un niño sobre el cuerpo de Madame de Montespan, en presencia de La Voisin

El asunto de los venenos (affaire des poisons) fue un escándalo ocurrido durante el reinado de Luis XIV. Entre 1677 y 1682, varios adivinos y miembros de la aristocracia fueron acusados de envenenamiento y brujería, provocando el asunto de los venenos la ejecución de treinta y seis personas y siendo cerrada la investigación por orden del rey en 1680.

## Origen
El origen del caso tuvo lugar en 1675 tras el juicio de la marquesa de Brinvilliers, quien fue acusada de haber conspirado junto a su amante, el capitán del ejército Godin de Sainte-Croix, para envenenar a su padre, Antonine Dreux d'Aubray en 1666, y a dos de sus hermanos, Antoine d'Aubray y François d'Aubray en 1670, con el objetivo de obtener su parte de la herencia. La marquesa huyó tras ser acusada, siendo posteriormente arrestada en un convento próximo a Lieja. Tras confesar después de haber sido sometida al tormento del agua, fue condenada a muerte. Su cómplice, Sainte-Croix, no llegó a ser acusado debido a su muerte por causas naturales en 1672.
El juicio contra Madame de Brinvilliers atrajo la atención sobre otras muertes misteriosas. Personalidades influyentes, incluyendo Luis XIV, empezaron a temer ser envenenados.

## Investigación
El asunto de los venenos estalló en febrero de 1677 tras el arresto de Magdelaine de La Grange bajo acusación de falsificación y asesinato. La Grange apeló a François Michel Le Tellier, marqués de Louvois, afirmando poseer información sobre otros crímenes de gran importancia. Louvois informó al rey, quien a su vez informó a Gabriel Nicolas de la Reynie, jefe de la policía de París. La subsecuente investigación sobre envenenamiento condujo posteriormente a acusaciones de brujería y asesinato.
Las autoridades interrogaron a varios adivinos y alquimistas sospechosos de vender veneno, algunos de los cuales confesaron bajo tortura, proporcionando listas de clientes, los cuales supuestamente habrían adquirido veneno para matar a sus cónyuges y a sus rivales en la corte real.
El caso más famoso fue el de Catherine Monvoisin, conocida como La Voisin, quien fue arrestada en 1679 tras ser acusada por la envenenadora Marie Bosse. La Voisin implicó a su vez a varios miembros destacados de la corte, entre los que se encontraban Olimpia Mancini, condesa de Soissons; su hermana, la duquesa de Bouillon; François Henri de Montmorency, duque de Luxemburgo; y la más conocida de todos ellos, Madame de Montespan, amante oficial de Luis XIV.
Interrogada en estado de ebriedad, La Voisin declaró que Montespan había adquirido afrodisíacos y participado en misas negras con el fin de seguir contando con el favor del rey frente a otras rivales, si bien, también se afirma que La Voisin nunca llegó a nombrar a Montespan en sus declaraciones, siendo la relación entre ambas dada a conocer después de la muerte de La Voisin.
También se vio envuelto en el escándalo Eustache Dauger de Cavoye, miembro de una prominente familia de la nobleza. Cavoye fue desheredado por su familia tras haber celebrado Viernes Santo con una misa negra. En consecuencia, Cavoye abrió un lucrativo negocio de venta de veneno y afrodisíacos, desapareciendo misteriosamente tras el cierre de la investigación del asunto de los venenos por orden de Luis XIV, llegando a sospecharse que Cavoye pudo haber sido el hombre de la máscara de hierro, si bien actualmente se sabe que en realidad fue encerrado en 1679 en la prisión de Saint-Lazare por orden de su familia.

## Fin del caso
La Voisin fue condenada a muerte por brujería y envenenamiento, siendo ejecutada en la hoguera el 22 de febrero de 1680. François Henri de Montmorency fue encarcelado el mismo año, siendo liberado poco después, convirtiéndose posteriormente en capitán de la guardia.
De la Reynie estableció de nuevo la Cámara Ardiente con el fin de juzgar casos de envenenamiento y brujería. Finalmente, treinta y cuatro personas fueron condenadas a muerte, dos murieron mientras eran sometidas a tortura y varios miembros de la corte fueron condenados al exilio. La cámara fue abolida en 1682 debido a la negativa del rey a seguir otorgando publicidad al escándalo.

## Hechos posteriores
El efecto más importante que tuvo el asunto de los venenos fue la expulsión de Francia de Olimpia Mancini, condesa de Soissons, permaneciendo su hijo, Eugenio de Saboya, en el país, si bien no pudo lograr sus objetivos profesionales como consecuencia de la caída en desgracia de su madre, prohibiéndosele desempeñar una carrera militar. Tras abandonar el país, y debido al resentimiento que sentía hacia Luis XIV, entró al servicio de los Habsburgo, enemigos de Francia. Con el tiempo, acabaría convirtiéndose en uno de los más destacados generales de su época, siendo uno de los causantes del fracaso de Luis XIV en su lucha por obtener la hegemonía de Europa.

## Condenados en el asunto de los venenos
El asunto de los venenos implicó a 442 sospechosos, de los cuales se dio orden de arresto a 367, siendo finalmente detenidos 218. De entre los condenados, 34 fueron ejecutados, 5 fueron condenados a galeras y 23 exiliados, exceptuándose quienes se suicidaron o murieron bajo tortura. Algunos de los acusados no llegaron a ser juzgados, siendo condenados a cadena perpetua mediante una lettre de cachet. De entre éstos, 6 mujeres fueron encerradas en el Château de Villefranche; 18 hombres en el Château de Salces; 12 mujeres en Belle-Île-en-Mer; 10 hombres en el Château de Besançon; 14 mujeres en St Andre de Salins y 5 mujeres en Fort de Bains.

### Lista de profesionales
1. Roger de Bachimont, alquimista, asociado de Louis de Vanens; cadena perpetua mediante lettre de cachet en St Andre de Salins.
2. Marie de Bachimont, alquimista, asociada de Louis de Vanens y esposa de Roger de Bachimont; cadena perpetua mediante lettre de  en St Andre de Salins.
3. Mathurin Barenton, envenenador; ejecutado en septiembre de 1681.
4. La Belliére, adivina; cadena perpetua mediante lettre de cachet.
5. François Belot, asociado de La Voisin; ejecutado en junio de 1679.
6. Martine Bergerot, adivina.
7. Betrand, envenenador, asociado de La Voisin; cadena perpetua mediante lettre de cachet en el Château de Salces.
8. Denis Poculot, Sieur de Blessis, alquimista, amante de La Voisin; condenado a galeras.
9. Marie Bosse, adivina y envenenadora; ejecutada en la hoguera el 8 de mayo de 1679.
10. Marie Bouffet, practicante de abortos, asociada de Marguerite Joly; ejecutada en la horca en diciembre de 1681.
11. Pierre Cadelan, asociado de Vanens; cadena perpetua mediante lettre de cachet.
12. Jeanne Chanfrain, amante de Guibourg.
13. Magdelaine Chapelain, adivina y asociada de Filastre; cadena perpetua mediante lettre de cachet en Belle-Île-en-Mer.
14. Anne Cheron, vendedora y proveedora de objetos para rituales mágicos; ejecutada en junio de 1679.
15. Jacques Cotton, organizador de misas negras, asociado de La Voisin; ejecutado en la hoguera en 1680.
16. P. Dalmas, asociado de La Chaboissiere; enviado a un asilo.
17. Giles Davot, organizador de misas negras, asociado de La Voisin; ejecutado en 1681.
18. Étienne Debray, asociado de Deschault; ejecutado en septiembre de 1681.
19. Marguerite Delaporte, envenenadora, asociada de La Voisin; cadena perpetua mediante lettre de cachet en Belle-Île-en-Mer.
20. Jacques Deschault, pastor y mago; ejecutado en 1681.
21. Louison Desloges, asociado de Marguerite Joly; ejecutado en la horca en diciembre de 1681.
22. La Dodée, envenenadora; se suicidó en prisión.
23. Louise Duscoulcye, amante de Dalmas, envenenadora.
24. Françoise Filastre, envenenadora; ejecutada en la hoguera en 1680.
25. Louis Galet, envenenador; cadena perpetua mediante lettre de cachet en el Château de Besançon.
26. Madame Guesdon, envenenadora; cadena perpetua mediante lettre de cachet.
27. Étienne Guibourg, organizador de misas negras, asociado de La Voisin; cadena perpetua mediante lettre de cachet en el Château de Besançon.
28. Marguerite Joly, adivina y envenenadora; ejecutada en la hoguera en diciembre de 1681.
29. Latour, albañil y asociado de La Voisin; cadena perpetua mediante lettre de cachet en el Château de Salces.
30. Catherine Lepère, practicante de abortos; ejecutada en agosto de 1679.
31. Adam Lesage, mago y organizador de misas negras, asociado de La Voisin; cadena perpetua mediante lettre de cachet en el Château de Besançon.
32. Catherine Leroy, asociada de La Voisin y La Chaboissiere; cadena perpetua mediante lettre de cachet en Belle-Île-en-Mer.
33. Jeanne Leroux, asociado de La Voisin; ejecutado en abril de 1680.
34. Margot, criada de La Voisin; cadena perpetua mediante lettre de cachet en St Andre de Salins.
35. François Mariotte, abate, asociado de La Voisin y Lesage; murió en prisión en 1682.
36. Anne Meline, envenenadora, asociada de Marguerite Joly; ejecutada en la horca en diciembre de 1681.
37. François Boucher, astrólogo; cadena perpetua mediante lettre de cachet en el Château de Salces.
38. Marguerite Monvoisin, hija de La Voisin; cadena perpetua mediante lettre de cachet en Belle-Île-en-Mer.
39. Christophe Moreau, pastor, mago y envenenador; ejecutado en septiembre de 1681.
40. Romani, envenenador, asociado de La Voisin; cadena perpetua mediante lettre de cachet en el Château de Besançon.
41. La Pelletière, adivina, proveedora de niños para las misas negras, asociada de La Voisin; cadena perpetua mediante lettre de cachet en Belle-Île-en-Mer.
42. Maitre Pierre, envenenador; cadena perpetua mediante lettre de cachet.
43. Anne Poligny, envenenadora; ejecutada en julio de 1681.
44. La Poignard, colaboradora en la organización de misas negras; cadena perpetua mediante lettre de cachet.
45. La Poulain, asociada de La Voisin; cadena perpetua mediante lettre de cachet en Belle-Île-en-Mer.
46. Catherine Trianon, envenenadora, asociada de La Voisin; se suicidó en prisión en 1681.
47. La Salomond, envenenadora; cadena perpetua mediante lettre de cachet.
48. Denise Sandosme, envenenadora; ejecutada en la horca en julio de 1681.
49. Louis de Vanens, alquimista; cadena perpetua mediante lettre de cachet en St Andre de Salins.
50. Vautier, envenenador y asociado de La Voisin; cadena perpetua mediante lettre de cachet.
51. Marie Vigoreaux, asociada de Marie Bosse; muerta mientras era sometida a tortura en mayo de 1679.
52. La Voisin, adivina y envenenadora; ejecutada en la hoguera el 22 de febrero de 1680.

### Lista de clientes
1. Benigne, marquesa de Alluye, clienta de La Voisin; huyó del país para evitar ser juzgada, permitiéndosele regresar posteriormente.
2. Pierre Bonnard, secretario del duque de Luxemburgo, cliente de Lesage; condenado a galeras en mayo de 1680.
3. Marie Brissart, clienta de La Voisin y Lesage; multada y exiliada.
4. Marie de Broglio, marquesa de Canilhac, clienta de La Voisin; no llegó a ser juzgada.
5. Anne Carada, clienta de Deschault y Debray; ejecutada el  25 de junio de 1681.
6. Jean Bartholominat, La Chaboissiere, valet de Louis de Vanens; ejecutado el 16 de julio de 1682 (último ejecutado en el asunto de los venenos).
7. Louis de Guilhem de Castelnau, marqués de Cessac, cliente de Lesage; huyó del país para evitar ser juzgado, regresando en 1691.
8. Madame Cottard, clienta de Lesage; amonestada y multada.
9. Madame Desmaretz, clienta de Lesage; multada.
10. Françoise de Dreux, clienta de La Voisin; desterrada de la capital.
11. Madeleine de la Ferte, clienta de La Voisin; absuelta.
12. Antoine de Pas, marqués de Feuquieres, cliente de La Voisin; no llegó a ser juzgado.
13. Madame Ferry, clienta de La Voisin; ejecutada en mayo de 1679.
14. Marguerite Leferon, clienta de La Voisin; multada y desterrada de la capital.
15. Madame Lescalopier, clienta de Poligny y Sandosme; huyó del país para evitar ser juzgada.
16. Jean Maillard, cliente de Moreau; ejecutado en febrero de 1682.
17. Olimpia Mancini, condesa de Soissons, clienta de La Voisin; expulsada del país.
18. María Ana Mancini, duquesa de Bouillon, clienta de La Voisin; desterrada a las provincias.
19. François Henri de Montmorency-Bouteville, duque de Luxemburgo, cliente de La Voisin; absuelto.
20. Madame de Montespan, clienta de La Voisin; no llegó a ser juzgada.
21. Madame Philbert (esposa de Philippe Rebille Philbert), clienta de La Voisin; ejecutada en la horca tras haberle sido amputada la mano derecha.
22. Jaqqueline du Roure, vizcondesa de Polignac, clienta de la Voisin y Lesage; huyó del país para evitar ser juzgada. Regresó en 1686, siendo desterrada de la capital.
23. Marguerite de Poulaillon, clienta de Marie Bosse; encerrada en un asilo.
24. Claude Marie du Roure, cliente de La Voisin y Lesage; absuelto en marzo de 1680, pero desterrado de la capital.
25. Marie Louise Charlotte, princesa de Tingry, clienta de La Voisin; absuelta.
26. Marie Vertemart, clienta de La Voisin; encerrada en un asilo.
27. Antoinette, duquesa de Vivonne, clienta de La Voisin y Filastre; no llegó a ser juzgada.